# Ceriagrion kordofanicum
Ceriagrion kordofanicum – gatunek ważki z rodziny łątkowatych (Coenagrionidae).